# Caisse d'Épargne/2008
Deze pagina geeft een overzicht van de wielerploeg Caisse d'Épargne in 2008.
| Naam                       | Geboortedatum     | Nationaliteit | Ploeg 2007            |
| -------------------------- | ----------------- | ------------- | --------------------- |
| David Arroyo               | 7 januari 1980    | Spanje        |                       |
| Anthony Charteau           | 4 juni 1979       | Frankrijk     | Crédit Agricole       |
| Arnaud Coyot               | 6 oktober 1981    | Frankrijk     | Unibet.com            |
| Mathieu Drujon             | 1 februari 1983   | Frankrijk     | Auber '93             |
| Imanol Erviti              | 15 november 1983  | Spanje        |                       |
| José Vicente García Acosta | 4 augustus 1972   | Spanje        |                       |
| José Iván Gutiérrez        | 27 november 1978  | Spanje        |                       |
| Joan Horrach Rippoll       | 27 maart 1974     | Spanje        |                       |
| Vladimir Karpets           | 20 september 1980 | Rusland       |                       |
| Pablo Lastras García       | 20 januari 1976   | Spanje        |                       |
| David López García         | 13 mei 1981       | Spanje        |                       |
| Alberto Losada             | 28 februari 1982  | Spanje        |                       |
| Luis Pasamontes            | 2 oktober 1979    | Spanje        | Unibet.com            |
| Fabien Patanchon           | 14 juni 1983      | Frankrijk     | La Française des Jeux |
| Óscar Pereiro              | 3 augustus 1977   | Spanje        |                       |
| Marlon Pérez               | 10 januari 1976   | Colombia      | Team Universal Caffe  |
| Francisco Pérez Sánchez    | 22 juli 1978      | Spanje        |                       |
| Mathieu Perget             | 18 september 1984 | Frankrijk     |                       |
| Nicolas Portal             | 23 april 1979     | Frankrijk     |                       |
| Joaquim Rodríguez          | 12 mei 1979       | Spanje        |                       |
| José Joaquín Rojas         | 8 juni 1985       | Spanje        |                       |
| José Rujano                | 18 februari 1982  | Venezuela     | Unibet.com            |
| Luis León Sánchez          | 24 november 1983  | Spanje        |                       |
| Rigoberto Urán             | 26 januari 1987   | Colombia      | Unibet.com            |
| Alejandro Valverde         | 25 april 1980     | Spanje        |                       |
| Xabier Zandio              | 17 maart 1977     | Spanje        |                       |

Mannen: 2003 · 2004 · 2005 · 2006 · 2007 · 2008 · 2009 · 2010 · 2011 · 2012 · 2013 · 2014 · 2015 · 2016 · 2017 · 2018 · 2019 · 2020 · 2021 · 2022 · 2023 · 2024 · 2025
Vrouwen: 2018 · 2019 · 2020 · 2021 · 2022 · 2023 · 2024
AG2R-La Mondiale · Astana · Bouygues Télécom · Caisse d'Epargne · Cofidis, Le Crédit par Téléphone · Team Columbia · Crédit Agricole · Team CSC · Euskaltel-Euskadi · La Française des Jeux · Team Gerolsteiner · Lampre-Fondital · Liquigas-Bianchi · Team Milram · Silence-Lotto · Quick·Step-Innergetic · Rabobank · Saunier Duval-Scott